# عمر أبو بكر العيدروس
عمر أبوبكر عبد الرحمن العيدروس هو شاعر يمني. ولد عام 1949 في المكلا في محافظة حضرموت. وتلقى تعليمه في المكلا. تولى مناصب ثقافية على مستوى محافظة حضرموت. عمل مدير متحف لآثار بالمكلا من 1967 حتى 1975. وهو مؤسس المركز اليمني للأبحاث الثقافية في حضرموت. وله مساهمات كبيرة في كتابة الشعر الغنائي.